# Zheng Yi
Zheng Yi (chinesisch 鄭義 / 郑义, Pinyin Zhèng Yì; * 10. März 1947 in Chongqing, Sichuan) ist ein chinesischer Autor.
Da sein Vater vor 1949 ein hoher Beamter der Minsheng Shipping Company war, wurde Zheng Yi in seiner Jugend, die in die Zeit der Kulturrevolution fiel, wegen seines „schlechten Klassenhintergrundes“ diskriminiert. Er besuchte eine der Tsinghua-Universität angehörige Mittelschule, wo auch die Bewegung der Rotgardisten ihren Ursprung hatte. Schüler mit „schlechtem Klassenhintergrund“ wurden dort besonders stark diskriminiert. So wurde er einmal während 4 Stunden brutal geschlagen, weil er als Mitglied der Kommunistischen Jugendliga vorgeschlagen hatte, neue Mitglieder an der Schule gemäß ihrer Qualifizierung, und nicht ihres Klassenhintergrundes aufzunehmen. 1966 beendete er seine Mittelschulausbildung. Als sich die Rebellenfraktion der Roten Garden etablierte, schloss er sich ihr an: „Ich schrieb Wandzeitungen (dazibao, 大字报), reiste zu vielen verschiedenen Orten und erlebte unzählige grausame Auseinandersetzungen.“ Nach dem Ende der Rote-Garde-Bewegung war er einer der ersten, die mit großen Erwartungen aufs Land gingen (Taihang Shan, Provinz Shanxi). Weil er sich in einem Brief politisch geäußert hatte und daraufhin denunziert wurde, musste er in den Nordosten Chinas fliehen, wo er als Zimmermann arbeitete. 1977 bestand er die Aufnahmeprüfung an die Universität. 1979 schrieb er sein Erstlingswerk Feng (Roter Ahorn). In den 80er Jahren verfasste er weitere Kurzgeschichten. Ende der 80er führte er Recherchen über Kannibalismus in Guangxi während der Kulturrevolution durch, die er 1993 in Taiwan veröffentlichte. Als aktives Mitglied der Proteste von 1989 wurde er auf eine schwarze Liste gesetzt, woraufhin er während dreier Jahre an ständig wechselnden Orten untertauchen musste. Schließlich gelang ihm die Flucht nach Hongkong, von wo aus er in die USA ausreiste.
Weitere wichtige Werke:
- Roter Ahorn (枫, Feng), 1979
- Ein fernes Dorf (远村, Yuancun), 1983
- Alter Brunnen (老井, Laojing), 1985
- Hongse jinian bei 红色纪念碑, 1993 (1996 als Scarlet Memorial: Tales of Cannibalism in Modern China in den USA veröffentlicht)

Anm.: Es gibt einen bekannten Arzt der Traditionellen Chinesischen Medizin gleichen Namens: Yi Zheng (* 1968).
| Personendaten    | Personendaten |
| ---------------- | --- |
| NAME             | Zheng, Yi |
| ALTERNATIVNAMEN  | Zhèng, Yì (Pinyin); 郑义 (chinesisch, Kurzzeichen); 鄭義 (chinesisch, Langzeichen); Zhèng, Guāngzhào (Pinyin); 郑光召 (wirklicher Name, chinesisch, Kurzzeichen); 鄭光召 (wirklicher Name, chinesisch, Langzeichen) |
| KURZBESCHREIBUNG | chinesischer Schriftsteller |
| GEBURTSDATUM     | 10. März 1947 |
| GEBURTSORT       | Chongqing, Sichuan |